# Impatiens maevae
Impatiens maevae är en balsaminväxtart som beskrevs av Fischer och Raheliv. Impatiens maevae ingår i släktet balsaminer, och familjen balsaminväxter. Inga underarter finns listade i Catalogue of Life.